# Nhamatanda (Distrikt)
Nhamatanda ist ein Distrikt der Provinz Sofala in Mosambik mit der Hauptstadt Nhamatanda. Der Distrikt grenzt im Norden an den Distrikt Gorongosa, im Westen an den Distrikt Gondola der Provinz Manica, im Süden an den Distrikt Buzi und im Osten an die Distrikte Dondo und  Muanza.

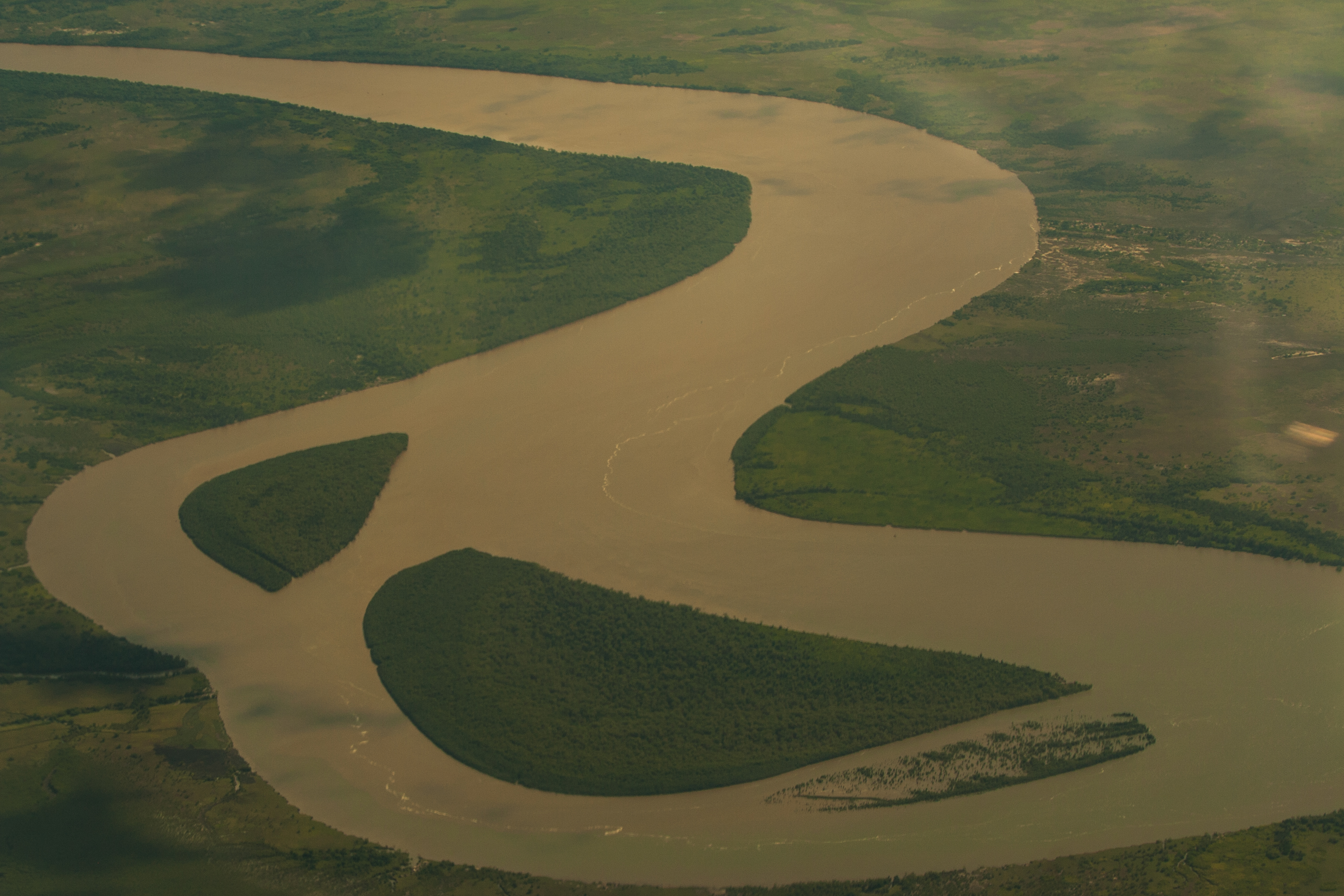
Der Fluss Pungwe

## Geographie
Der Distrikt Nhamatanda ist 4014 Quadratkilometer groß und hat 254.683 Einwohner (Stand 2013), das ergibt eine Bevölkerungsdichte von 63 Personen je Quadratkilometer.
Geomorphologisch besteht Nhamatanda aus zwei Bereichen: Dem Sedimentbecken des Flusses Pungwe mit seinen Nebenflüssen im Osten und einem Granit-Gneiss-Plateau im Westen. Neben dem Pungwe sind Mecuzi, Nhamatanda, Tsengudza, Nhamissenguere Metuchira, Mecuzi Manguena, Mítua, Mussicavo und Mutarara die wichtigsten Flüsse.
Entsprechend gibt es auch zwei Klimatypen im Distrikt, tropisches Savannenklima im Osten (Aw nach der effektiven Klimaklassifikation) und subtropisches Gebirgsklima im Westen (Cw). Beide Bereiche haben eine Regenzeit, die etwa von November bis März dauert, und eine Trockenzeit. Sowohl die Menge als auch die Verteilung des Niederschlags variieren stark. Die durchschnittliche Jahrestemperatur beträgt 24,9 Grad Celsius, die maximalen und minimalen Jahresmittelwerte liegen bei 32,0 und 17,8 Grad Celsius.

## Geschichte
Das Gebiet von Nhamatanda war ursprünglich dünn besiedelt und unbenannt. Mit dem Bau der Sena-Eisenbahnstrecke von Moatize nach Beira durch das englische Unternehmen TZR (Trans-Zambezia Railways) siedelten sich Menschen aus dem ganzen Land an. Im Jahr 1980 wurde Nhamatanda zum Distrikt erhoben.

## Bevölkerung
| - Alter: Die Bevölkerung ist sehr jung. 16,5 Prozent sind unter fünf Jahre alt, 29 Prozent sind zwischen fünf und vierzehn Jahren (Stand 2013). - Religion: Über sechzig Prozent der Bevölkerung sind Christen (Zionisten, Evangelisten, Katholiken, Anglikaner), etwa ein Prozent sind Muslime, dreißig Prozent bekennen sich zu keiner Religion. - Sprache: Der Großteil der Einwohner spricht Cisena (58 %), viele Ndau (auch Cindau oder Chindau genannt, 34 %), nur 4 Prozent haben portugiesisch als Muttersprache, 59 Prozent sprechen aber portugiesisch. | Hier fehlt eine Grafik, die leider im Moment aus technischen Gründen nicht angezeigt werden kann. Wir arbeiten daran! |

## Einrichtungen und Dienstleistungen
In Distrikt befinden sich 138 Grundschulen (Primárias) und elf weiterführende Schulen (Secundárias). Von den Grundschulen sind 96 öffentlich und 42 privat geführte Schulen, von den weiterführenden Schulen sind neun öffentliche und zwei private Schulen (Stand 2013). Seit 1996 gibt es in der Hauptstadt Nhamatanda ein berufsbildendes College mit den Studienrichtungen Landwirtschaft, Bau und Lehrerausbildung.
In Nhamatanda gibt es zwölf Gesundheitszentren und fünf öffentliche Gemeinschaftspraxen (Stand 2012).

## Verwaltungsgliederung
Der Distrikt Nhamatanda ist in zwei Verwaltungsposten (postos administrativos) gegliedert:
- Nhamatanda-Sede
- Tica[10]

## Wirtschaft und Infrastruktur
Im Jahr 2007 besaßen 68 Prozent der Haushalte ein Radio und 1,8 Prozent einen Fernseher, 51 Prozent hatten ein Fahrrad und 0,4 Prozent ein Auto.

### Landwirtschaft
| In Nhamatanda gibt es 44.189 landwirtschaftliche Betriebe (Stand 2012). Davon sind 28 große Betriebe mit durchschnittlich 100 Hektar, die anderen Betriebe haben eine durchschnittliche Größe von einem Hektar. Hauptsächlich angebaut werden Süßkartoffel, Mais, Hirse, Maniok und Bohnen. Die wichtigsten Haustiere für den Eigenbedarf sind Hühner und Enten, für die Vermarktung werden vor allem Rinder, Kinder und Schweine gezüchtet. - Straße: Die zwei wichtigsten Straßen im Distrikt sind die Nationalstraße N1, die durch den westlichen Teil des Distrikts von Inchope nach Gorongosa führt und die Nationalstraße N 6, die von Beira kommend durch die Hauptstadt Nhamatanda nach Inchope und weiter nach Chimoio und Mutarare führt. Beide Straßen sind asphaltiert. - Eisenbahn: Durch den Distrikt führt die Sena-Eisenbahnstrecke, die von Beira in die Republik Simbabwe führt. | Hier fehlt eine Grafik, die leider im Moment aus technischen Gründen nicht angezeigt werden kann. Wir arbeiten daran! |